# Surjoux-Lhopital
Surjoux-Lhopital ist eine französische Gemeinde mit 140 Einwohnern (Stand: 1. Januar 2022) im Département Ain in der Region Auvergne-Rhône-Alpes. Sie gehört zum Arrondissement Nantua und ist Mitglied im Gemeindeverband Terre Valserhône.
Die Gemeinde Surjoux-Lhopital entstand mit Wirkung vom 1. Januar 2019 als Commune nouvelle durch die Zusammenlegung der bisherigen Gemeinden Lhôpital und  Surjoux, die in der neuen Gemeinde den Status einer Commune déléguée haben. Der Verwaltungssitz befindet sich im Ort Lhôpital.

## Gemeindegliederung
| Commune déléguée           | Ehemaliger INSEE-Code | PLZ   | Fläche (km²) | Einwohnerzahl (2022) |
| -------------------------- | --------------------- | ----- | ------------ | -------------------- |
| Lhôpital (Verwaltungssitz) | 01215                 | 01420 | 3,68         | 45                   |
| Surjoux                    | 01413                 | 01420 | 4,31         | 95                   |

## Lage
Die Gemeinde liegt rund 30 Kilometer nordwestlich von Annecy am rechten Ufer der Rhône und somit an der Grenze zum Département Haute-Savoie. Vom Rhôneufer im Osten steigt das waldreiche  Gelände nach Westen bis auf den Kamm des südlichsten Jura-Ausläufers an und erreicht mit 1160 m über dem Meer am Plateau Golet Danoi den höchsten Punkt in der Gemeinde. Umgeben wird Surjoux-Lhopital von den Nachbargemeinden Injoux-Génissiat im Norden, Franclens im Nordosten, Challonges im Osten, Chanay im Süden sowie Haut Valromey im Westen.

## Sehenswürdigkeiten
- Kirche Saint-Jean-Baptiste in Lhopital
- Kirche Saint-Pierre in Surjoux
- ehemaliger Salzspeicher in Surjoux
- Wasserfall Le Pain de Sucre
- Lavoir

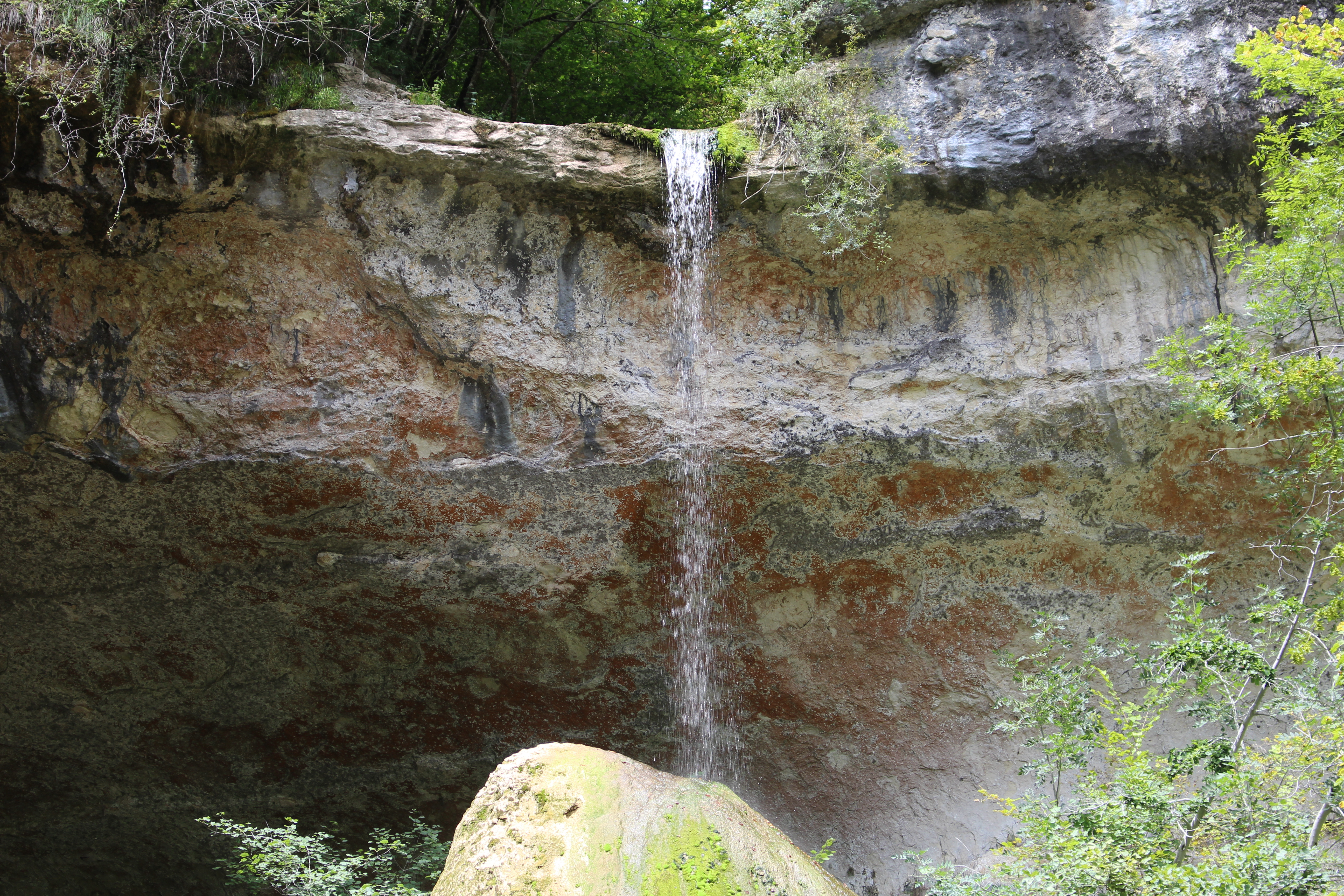
Wasserfall
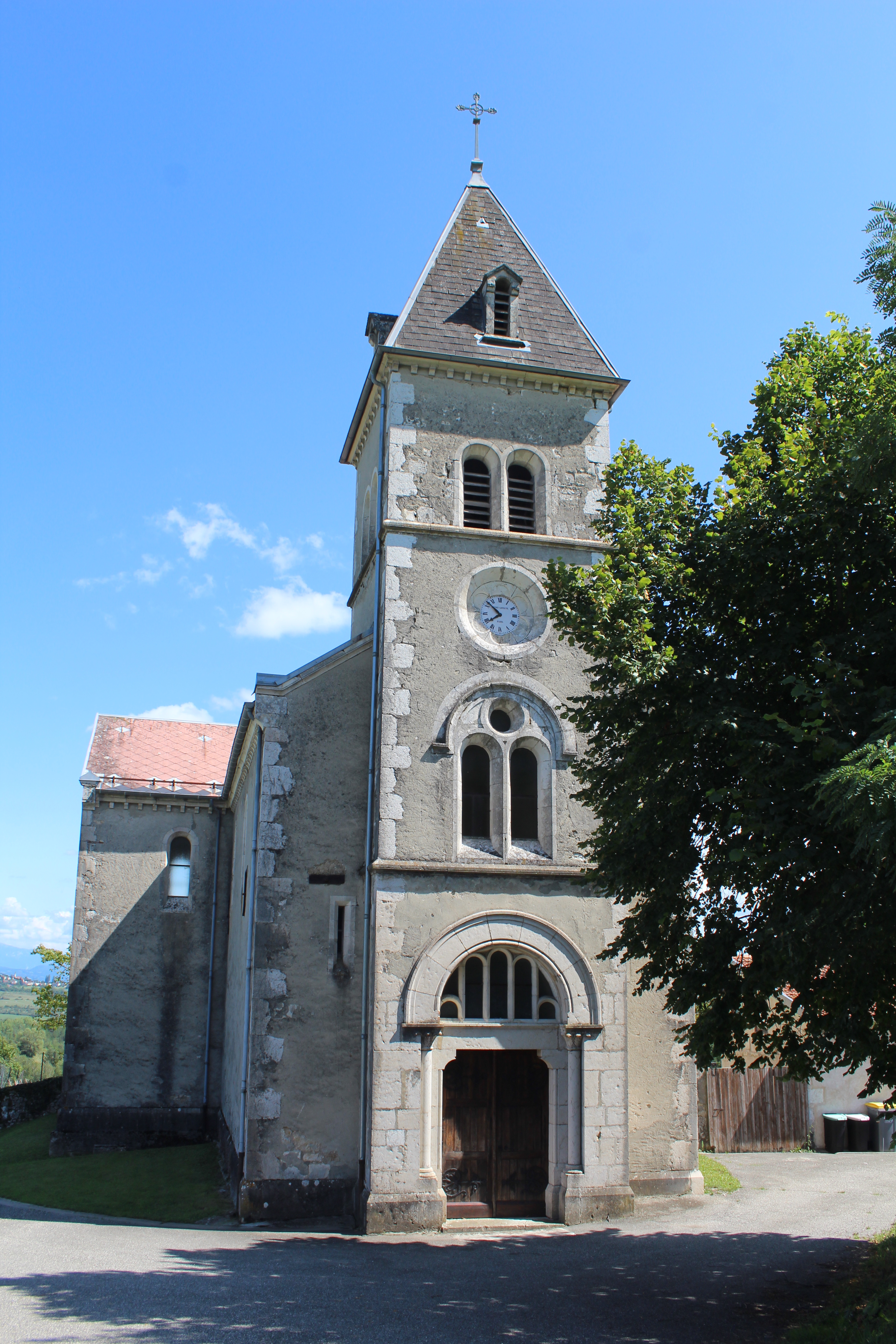
Kirche Saint-Jean-Baptiste
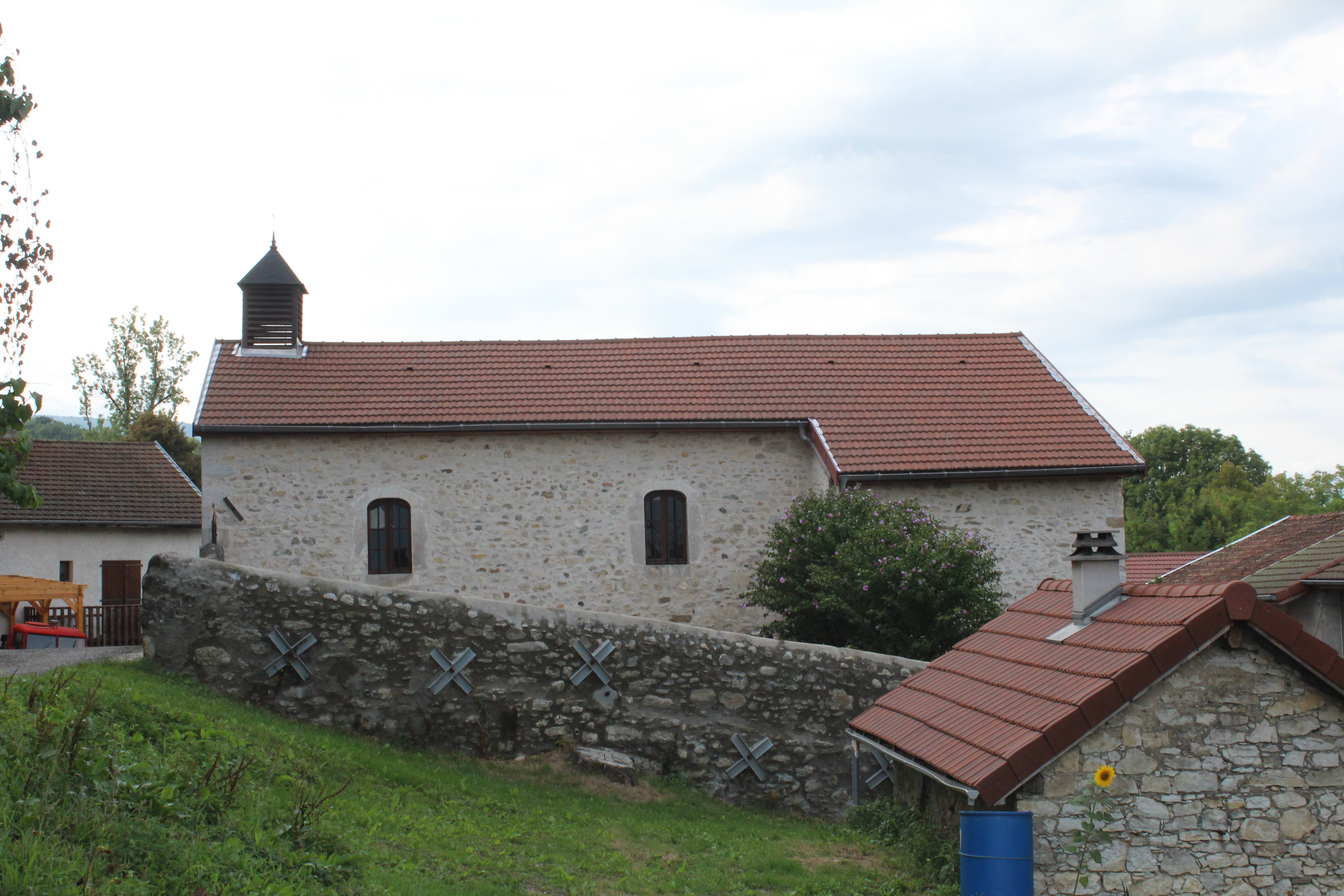
Kirche Saint-Pierre
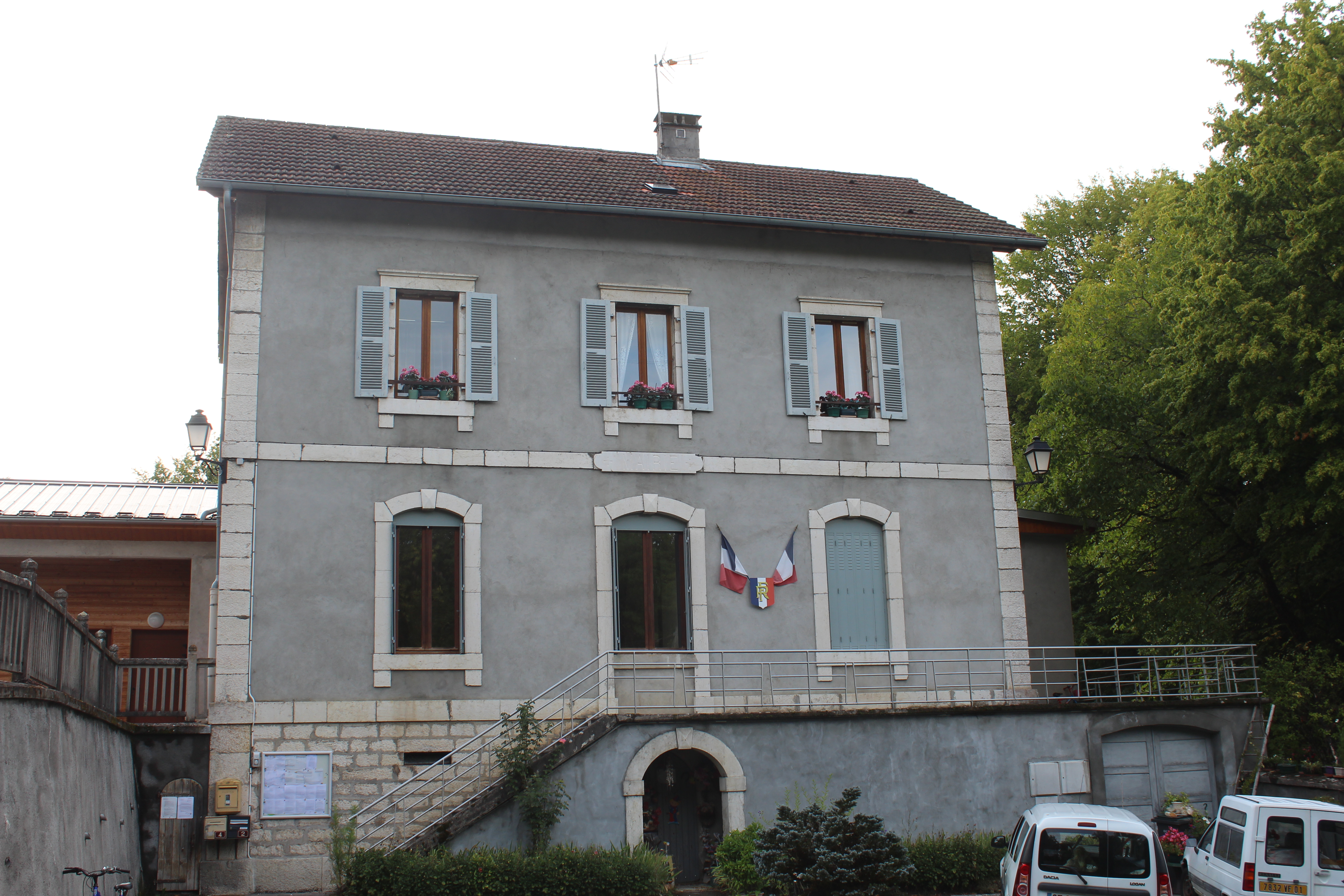
Ehemaliges Rathaus von Surjoux
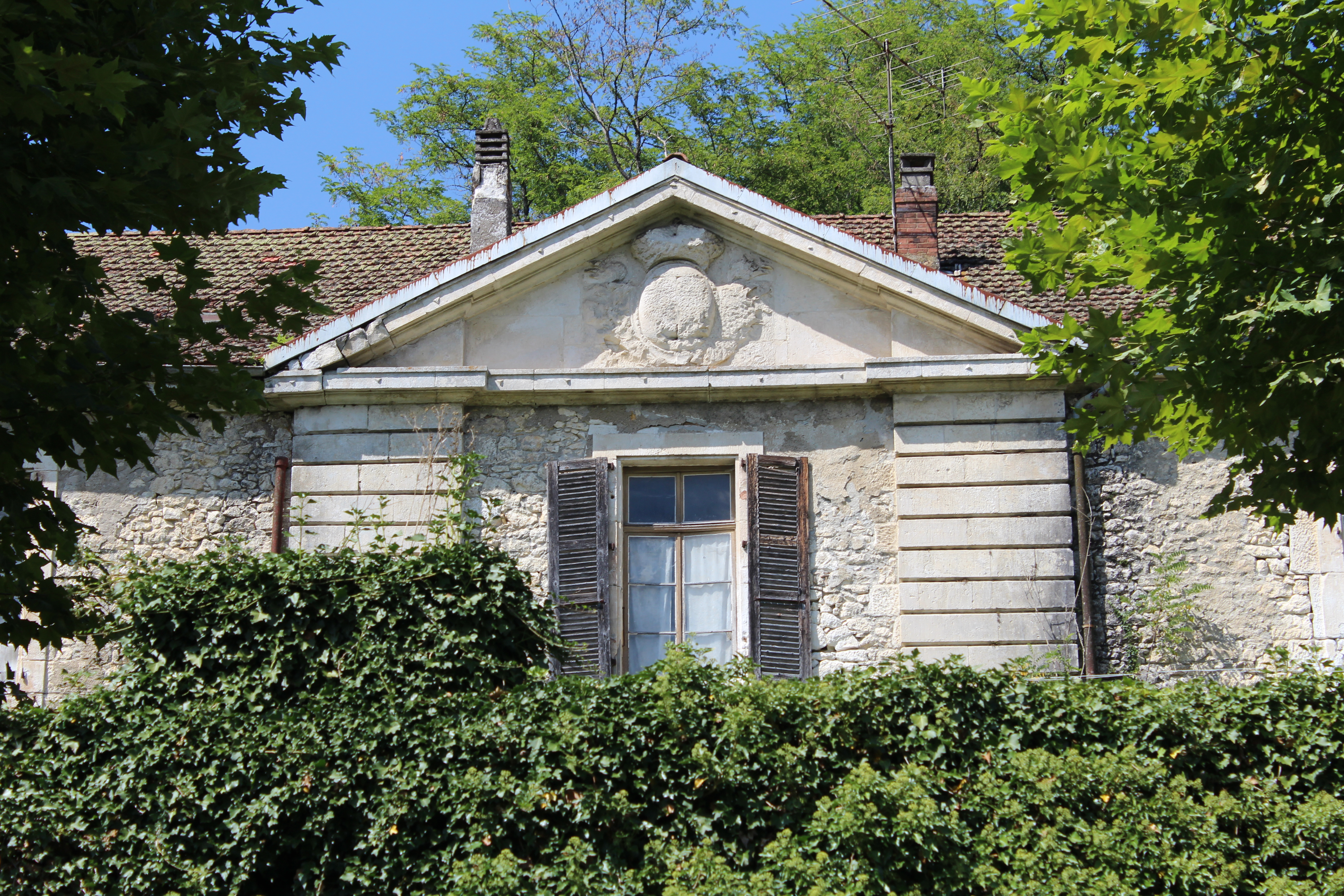
Alter Salzspeicher
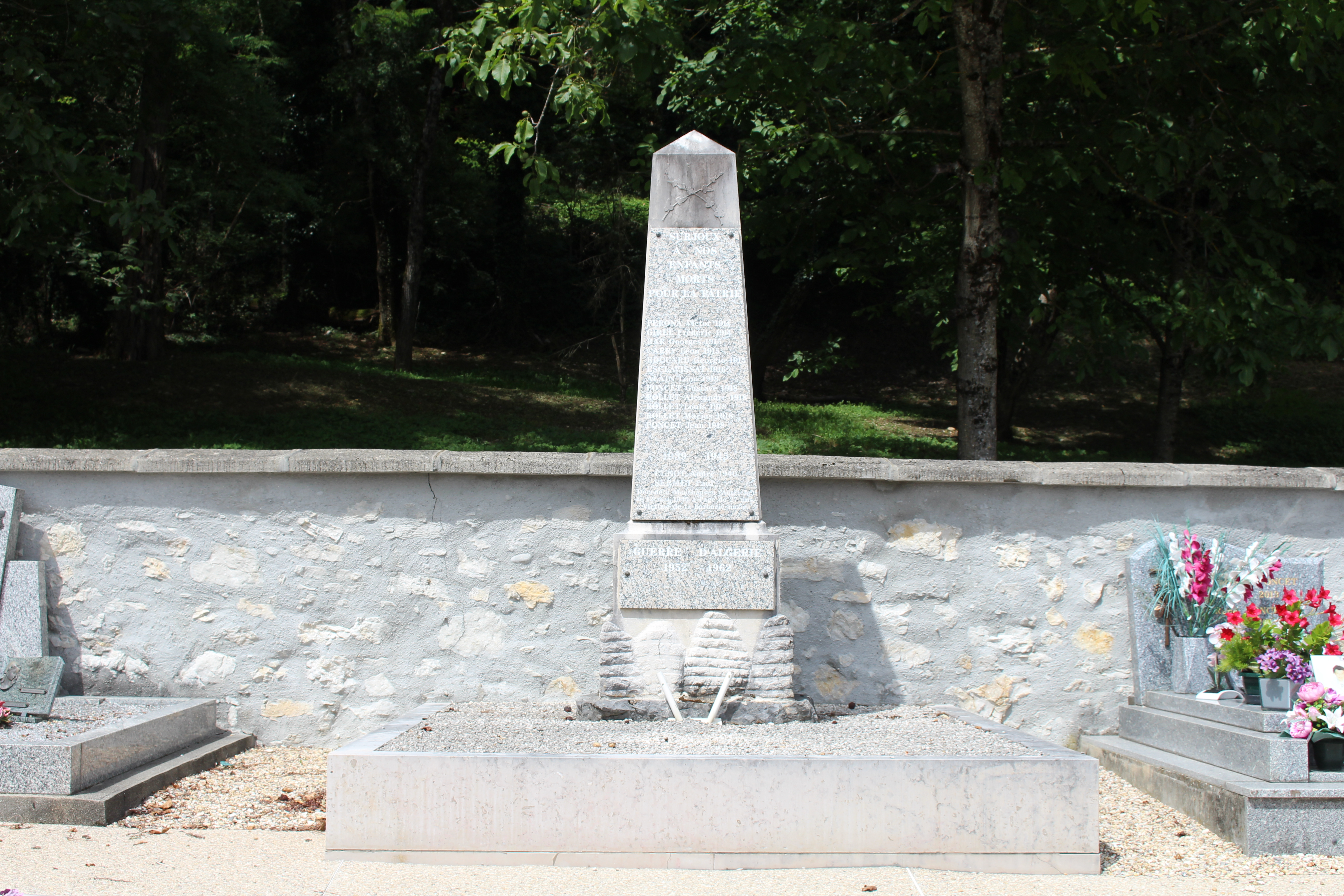
Gefallenendenkmal